# ウェス・クレイヴンズ ウィッシュマスター
『ウェス・クレイヴンズ ウィッシュマスター』（原題：Wishmaster）は、1997年制作のアメリカ合衆国のホラー映画。ウェス・クレイヴン製作総指揮。特殊メイクはKNB EFXが担当。シリーズ化され、4作目まで制作された。

## あらすじ
古美術収集家のボーモントが購入した古代ペルシャのアフラマズダ神の石像が港で荷下ろし中、クレーン担当者の操作ミスで落下し、破損してしまう。
作業員の一人がその像の中から深紅の宝石を見つけ、密かに宝石鑑定士のアレックスのもとに持ち込む。するとアレックスが鑑定作業中、魔術師によって宝石の中に封じ込められていた邪悪の化身ジンが復活してしまう。
ジンは人々の願いごとをかなえることで相手の魂をとりあげて力を蓄え、現世を支配しようと企み、アレックスに3つの願いごとをさせようともくろみ、アレックスは2つ目の願いごとまでさせられてしまう。
だが、アレックスはここで一計を案じ、3つ目の願いごととして、時間を像が破壊される以前に戻すようにとの願いをジンに頼み、ジンを再び宝石の中に封じ込めるのだった。

## キャスト
※括弧内は日本語吹替
- アレクサンドラ・“アレックス”・アンバーソン - タミー・ローレン（篠原恵美）
- ジン/ナサニエル・デメレスト - アンドリュー・ディヴォフ（中田譲治）
- レイモンド・ボーモント - ロバート・イングランド（納谷六朗）
- シャノン・アンバーソン - ウェンディ・ベンソン（池澤春菜）
- ジョシュ・エイクマン - トニー・クレイン（中村大樹）
- ニック・メリット - クリス・レモン（内田直哉）
- ウェンディ・ダーレス教授 - ジェニー・オハラ（磯辺万沙子）
- ネイサンソン刑事 - リッコ・ロス（星野充昭）
- ジョニー・ヴァレンタイン - トニー・トッド（青山穣）
- 警備員 - ケイン・ホッダー（天田益男）
- ホームレス - バック・フラワー（茶風林）
- 薬剤師 - レジー・バニスター
- ミッキー・トレリ - ジョセフ・ピラトー（天田益男）
- エド・フィニー - テッド・ライミ（土田大）
- ナレーター - アンガス・スクリム（青山穣）

## 作品リスト
- WISHMASTER スーペリア (Wishmaster 2: Evil Never Dies)
- WISHMASTER リダックス(WISHMASTER III: DEVIL STONE)
- ブラッドシェッド
(Wishmaster: The Prophecy Fulfilled)